# チャールズ・バンド
チャールズ・バンド（Charles Robert Band 1951年12月27日 - ）はアメリカ合衆国の映画プロデューサー、映画監督。
映画製作会社「エンパイア・ピクチャーズ」と「フルムーン・ピクチャーズ」の設立者。コメディ・ホラー映画で知られている。

## 来歴
バンドは、1970年代にチャールズ・バンド・プロダクションで映画製作に参入した。配給会社による映画の扱いに不満を持った彼は、1983年にエンパイア・ピクチャーズを設立した。最盛期には、エンパイアは月に平均2本、劇場公開とホームビデオで1本ずつ作品を発表していた。エンパイアが公開した映画には、『グーリーズ』（1985）や『グーリーズII』（1987）、カルト映画として知られる『ZOMBIO/死霊のしたたり』（1985）などがある。
エンパイアは1988年、財政難のため倒産した。バンドは同年にフルムーン・ピクチャーズを設立することになる。フルムーンからは『パペット・マスター』シリーズや 『サブスピーシーズ』シリーズなどがリリースされている。フルムーンのファミリー向けレーベルであるムーンビーム・エンタテインメントからは「プレヒステリア三部作」として『ジュラシック・キッズ』（1993）、『リトル・レックス』（1994）、『ミニミニ恐竜大作戦』（1995）がリリースされている。

## 私生活
バンドはカリフォルニア州ロサンゼルスで生まれた。映画監督・映画プロデューサーのアルバート・バンドの息子であり、作曲家のリチャード・バンドの兄である。バンドの祖父は風景画家のマックス・バンドである。前妻メダとの間に、ロックバンド「ザ・コーリング」のボーカルであるアレックス・バンドと、タリン・バンドの2人の子供がいる。前妻のデブラ・ディオンとの間には2人の息子がいる。

## フィルモグラフィー

### 監督作
- Last Foxtrot in Burbank（1973 カルロ・ボキノ名義 日本未公開）
- クラッシュ! Crash!（1977）
- 悪魔の寄生虫・パラサイト Parasite（1982）
- メタルストーム Metalstorm: The Destruction of Jared-Syn（1983）
- The Alchemist（1983 ジェームズ・アマンテ名義 日本未公開）
- SFダンジョン・マスター/魔界からの脱出 The Dungeonmaster（1984 "ヘビーメタルの襲撃"パート）
- トランサーズ/未来警察2300 Trancers（1985）
- Pulse Pounders（1988[注釈 1]）
- ビースト・キッス Meridian: Kiss of the Beast (1990)
- ジャンクウォーズ2035 Crash and Burn (1990)
- Trancers II（1991 日本未公開）
- サイキック・ウォリアーズ 超時空大戦 Doctor Mordrid（1992）
- ジュラシック・キッズ Prehysteria!（1993）
- Dollman vs. Demonic Toys（1993 日本未公開）
- リトル・レックス Prehysteria! 2（1994）
- クォーズ／４つ子の遺伝子物語 Head of the Family（1996 ロバート・タルボット名義）
- ミステリー・モンスター Mystery Monsters（1997 ロバート・タルボット名義）
- ホムンクルス 新種誕生 Hideous!（1997）
- ミニサイズ～縮んだやつら～ The Creeps（1997）
- ブラッド・ドール 呪い仕掛け人形 Blood Dolls（1999）
- NoAngels.com（2000 日本未公開）
- Full Moon Fright Night（2002 TVシリーズ）
- パペット・マスター 悪魔の人形伝説 Puppet Master: The Legacy（2003）
- D.N.A.リローデッド ドクター・モローの館 Dr. Moreau's House of Pain（2004）
- Decadent Evil Dead（2005 日本未公開）
- Doll Graveyard（2005 日本未公開）
- ジンジャーデッドマン The Gingerdead Man（2005）
- Petrified（2006 日本未公開）
- Evil Bong（2006 日本未公開）
- The Haunted Casino（2007 日本未公開）
- Decadent Evil Dead II（2007 日本未公開）
- Dangerous Chucky Dolls（2008 日本未公開）
- Evil Bong II: King Bong（2009 日本未公開）
- Skull Heads（2009 ビデオ映画 日本未公開）
- Evil Bong 3-D: The Wrath of Bong（2011 日本未公開）
- Killer Eye: Halloween Haunt（2011 日本未公開）
- DevilDolls（2012 日本未公開）
- The Dead Want Women（2012 日本未公開）
- Puppet Master X: Axis Rising（2012 日本未公開）
- Ooga Booga（2013 日本未公開）
- Blood of 1000 Virgins（2013 ドキュメンタリー）
- Nazithon: Decadence and Destruction（2013 ドキュメンタリー）
- Unlucky Charms（2013 日本未公開）
- Bada$$ Mothaf**kas（2013 ドキュメンタリー）
- Gingerdead Man vs. Evil Bong（2013 日本未公開）
- The Haunted Dollhouse（2013 日本未公開）
- Trophy Heads（2014 日本未公開）
- Evil Bong 420（2015 日本未公開）
- Kings of Cult（2015 ドキュメンタリー）
- Evil Bong: High 5（2016 日本未公開）
- Ravenwolf Towers: The Feature（2016 ビデオ映画 日本未公開）
- Ravenwolf Towers（2016 TVシリーズ）
- Fists of Fury（2016 日本未公開）
- Evil Bong 666（2017 日本未公開）
- Puppet Master: Axis Termination（2017 日本未公開）
- Evil Bong 777（2018 日本未公開）
- Puppet Master: Blitzkrieg Massacre（2018 ロバート・タルボット名義 日本未公開）
- Bunker of Blood: Chapter 2 - Deadly Dolls: Deepest Cuts（2018 ビデオ映画 日本未公開）
- Death Heads: Brain Drain（2018 ビデオ映画 日本未公開）
- Vampire Slaughter: Eaten Alive（2018 ビデオ映画 日本未公開）
- Bunker of Blood: Chapter 6: Zombie Lust: Night Flesh（2018 ビデオ映画 日本未公開）
- Bunker of Blood: Chapter 8: Butcher's Bake Off: Hell's Kitchen（2018 ビデオ映画 日本未公開）
- Corona Zombies（2020 ビデオ映画 日本未公開）
- Barbie & Kendra Save the Tiger King（2020 ビデオ映画 日本未公開）
- Barbie & Kendra Storm Area 51（2020 日本未公開）
- Evil Bong 888: Infinity High（2022）

## 書籍
- Confessions of a Puppetmaster: A Hollywood Memoir of Ghouls, Guts, and Gonzo Filmmaking（2021 アダム・フェルバーと共著）

## 制作会社映画一覧

### チャールズ・バンド・プロダクション
- Last Foxtrot in Burbank（1973 日本未公開）
- Mansion of the Doomed（1975 日本未公開）
- Cinderella（1977 日本未公開）
- クラッシュ! Crash!（1977）
- エンド・オブ・ザ・ワールド／死を呼ぶエイリアン脱出計画 End of the World（1977）
- オーディション Auditions（1978）
- SFレーザーブラスト Laserblast（1978）
- Fairy Tales（1979 日本未公開）
- デビルズ・ゾーン Tourist Trap（1979）
- 異次元へのパスポート The Day Time Ended（1980）
- The Best of Sex and Violence（1980 日本未公開）
- Famous T&A（1982 日本未公開）
- 悪魔の寄生虫・パラサイト Parasite（1982）
- メタルストーム Metalstorm: The Destruction of Jared-Syn（1983）
- Filmgore（1983 日本未公開）
- ジェイソン／地獄の綱渡り Walking the Edge（1985）

### エンパイア・ピクチャーズ
- The Alchemist（1983 日本未公開）
- SFダンジョン・マスター/魔界からの脱出 The Dungeonmaster（1984）
- SFソードキル Ghost Warrior（1984）
- トランサーズ/未来警察2300 Trancers（1985）
- グーリーズ Ghoulies（1985）
- ZOMBIO/死霊のしたたり Re-Animator（1985）
- 非情の島・女囚大脱走 Savage Island（1985）
- アンダーワールド Underworld（1985）
- ジェイソン／地獄の綱渡り Walking the Edge（1985）
- SFゾーン・トゥルーパーズ Zone Troopers（1985）
- ブリーダーズ Breeders（1986）
- クロール・スペース Crawlspace（1986）
- ドリームマニアック Dreamaniac（1986）
- エリミネーターズ Eliminators（1986）
- フロム・ビヨンド From Beyond（1986）
- 妖獣伝説ネクロポリス Necropolis（1986）
- ロウヘッド・レックス Rawhead Rex（1986）
- アンドロイド・バスターズ／残虐メカ帝国の逆襲 Robot Holocaust（1986）
- トロル Troll（1986）
- テラービジョン TerrorVision（1986）
- プレジャー・プラネット Vicious Lips（1986）
- パラドックス・ワールド The Caller（1987）
- 核変異体クリーポゾイド Creepozoids（1987）
- ドールズ Dolls（1987）
- エネミー・テリトリー Enemy Territory（1987）
- ミュータント・ハント Mutant Hunt（1987）
- お色気学園／プリンセス・アカデミー The Princess Academy（1987）
- グーリーズII Ghoulies II（1987）
- プリズン Prison（1987）
- メリー・Dのパーティ・ガールズ Valet Girls（1987）
- グラマー大進軍 Assault of the Killer Bimbos（1988）
- マネー・アカデミー Buy & Cell（1988）
- 悪霊墓地カタコーム Catacombs（1988）
- セラーデュエラー Cellar Dweller（1988）
- ゴーストタウン Ghost Town（1988）
- Pulse Pounders（1988[注釈 1]）
- ザ・インプ Sorority Babes in the Slimeball Bowl-O-Rama（1988）
- 宇宙異獣体トランザリアン Transformations（1988）
- アリーナ Arena（1989）
- デッドリーウェポン Deadly Weapon（1989）
- 処刑!血のしたたり Intruder（1989）
- ロボ・ジョックス Robot Jox（1989）
- Spellcaster（1991 日本未公開）

### フルムーン・ピクチャーズ
- パペット・マスター Puppet Master（1989）

### Pulp Fantasy
- クォーズ／4つ子の遺伝子物語 Head of the Family（1996）
- キラー・アイ／悪魔の巨大眼球モンスター The Killer Eye（1998）
- Killer Eye: Halloween Haunt（2011 日本未公開）

### Action Xtreme
- Alien Arsenal（1999 日本未公開）
- ヒューマノイド／遊星寄生体 Murdercycle（1999）

### Filmonsters!
- Frankenstein Reborn!（1998 日本未公開）
- The Werewolf Reborn!（1998 日本未公開）

### Alchemy Entertainment/Big City Pictures
- Ragdoll（1999 日本未公開）
- The Horrible Dr. Bones（2000 日本未公開）
- Killjoy（2000 日本未公開）
- The Vault（2001 日本未公開）
- Cryptz（2002 日本未公開）
- Killjoy 2: Deliverance from Evil（2002 日本未公開）